# Rząśnik Szlachecki
Rząśnik Szlachecki – wieś sołecka w Polsce położona w województwie mazowieckim, w powiecie ostrowskim, w gminie Wąsewo.
W latach 1975–1998 miejscowość administracyjnie należała do województwa ostrołęckiego.
W  Rząśniku Szlacheckim urodził się Wiesław Dobkowski.
Wierni Kościoła rzymskokatolickiego należą do parafii Narodzenia Najświętszej Maryi Panny w Wąsewie.